# Qin Haiyang
Det här är en artikel om en person med kinesiskt personnamn; Qin är familjenamnet.
Qin Haiyang (kinesiska: 覃海洋), född 17 maj 1999, är en kinesisk simmare.

## Karriär
I december 2022 vid kortbane-VM i Melbourne tog Qin brons på 200 meter bröstsim.
I juli 2023 vid VM i Fukuoka tog Qin guld i samtliga tre grenar i bröstsim: 50, 100 och 200 meter samt noterade ett nytt världsrekord på 200 meter bröstsim. Han blev då den första manliga simmaren att vinna samtliga tre grenar i ett och samma simsätt vid ett världsmästerskap i simsport. Qin var även en del av Kinas kapplag som tog guld på 4×100 meter mixed medley samt silver och noterade ett nytt asiatiskt rekord på 4×100 meter medley.